# Restart (groupe)
Pour les articles homonymes, voir Restart.

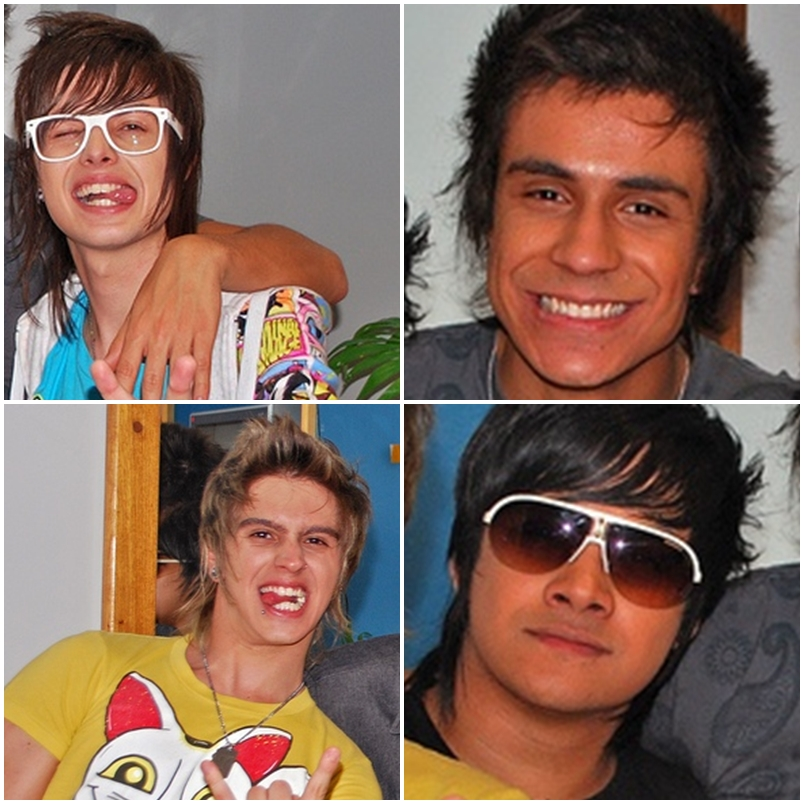
Les membres du groupe Restart : Pe Lanza, Pe Lu, Thomas et Koba.

Restart est un groupe de teen pop brésilien fondé en 2008 à São Paulo.

## Discographie
Albums studio
- 2009 : Restart
- 2010 : By Day
- 2011 : Geração Z

Albums en concert
- 2011 : Happy Rock Sunday - Ao Vivo

Singles
- 2009 : Recomeçar, tiré de Restart
- 2010 : Levo Comigo, tiré de Restart
- 2010 : Pra Você Lembrar, tiré de By Day
- 2011 : Vou Cantar, tiré de Happy Rock Sunday - Ao Vivo
- 2011 : Menina Estranha, tiré de Geração Z
- 2012 : Minha Estrela, tiré de Geração Z